# 新小岩駅
新小岩駅（しんこいわえき）は、東京都葛飾区新小岩一丁目にある、東日本旅客鉄道（JR東日本）総武本線の駅である。葛飾区最南端の駅。
運転系統としては、快速線を走る総武快速線および緩行線を走る中央・総武線各駅停車の2系統が停車する。また、特定都区市内制度における「東京都区内」に属する。駅番号は総武快速線がJO 23、中央・総武線各駅停車がJB 25。

## 歴史
1926年（大正15年）に設置された新小岩信号所を駅に昇格したものである。開業当時の周辺地名は「小松」であったが、駅名は信号所の名前がそのまま用いられた。地元住民からはこの駅名には反対の声があり、「小松」の地名を駅名に使った「下総小松駅」（北陸本線小松駅が既に存在していたため、区別のために「下総」を付けた）とする要望もあったが、既に切符や駅名表示板が印刷されており、変更に多額の費用がかかることから見送られた。その後、昭和40年代に実施された住居表示の際に、周辺の地名も駅名に合わせて新小岩・東新小岩・西新小岩となった。

### 年表
- 1926年（大正15年）
  - 2月14日：東京府東京市葛飾区下小松町に国有鉄道の新小岩信号所が開業する[1][2]。
  - 7月1日：新小岩信号所が新小岩操車場となる[1]。
- 1928年（昭和3年）7月10日：駅に昇格し、新小岩駅となる（旅客のみ取り扱い）[1][2]。当初は南口のみ設置されていた[2][3]。
- 1944年（昭和19年）：周辺企業などへの通勤の便を考慮して新たに北口を設置[2][3]。
- 1945年（昭和20年）
  - 6月10日：空襲による被害を受ける[1]。
  - 6月11日：貨物の扱いを開始する[2]。
- 1956年（昭和31年）2月3日：北口駅前の近くに米軍機が墜落し爆発炎上する（新小岩駅前米軍機墜落事故）[3]。
- 1965年（昭和40年）12月1日：手荷物および小荷物の配達の取り扱いを開始[4]。
- 1968年（昭和43年）6月1日：貨物の扱いおよび操車場業務を、新小岩操駅（現・新小岩信号場駅）に分離する[2]。
- 1972年（昭和47年）7月15日：当駅を含む区間が複々線化され、快速線の運用を開始[1][2]。
- 1985年（昭和60年）3月14日：荷物の扱いを廃止[4]。
- 1987年（昭和62年）4月1日：国鉄分割民営化に伴い、東日本旅客鉄道（JR東日本）の駅となる[1]。
- 1999年（平成11年）2月：各ホームとコンコースを結ぶ上下エスカレーターを新設[新聞 1]
- 2001年（平成13年）11月8日：ICカード「Suica」の利用が可能となる[報道 1]。
- 2011年（平成23年）
  - 3月5日：東北広場および北口連絡通路（愛称：スカイデッキたつみ）の供用を開始する[5]。
  - 3月28日：新小岩駅東北広場バス停留所が開設される。
- 2013年（平成25年）12月21日：南北自由通路整備工事の着工式が行われる[6]。
- 2017年（平成29年）10月14日：改札階と1・2番線ホームを連絡するエレベーターが使用を開始[7]。
- 2018年（平成30年）
  - 2月24日：改札階と3・4番線ホームを連絡するエレベーターが使用を開始[8]。
  - 6月24日：北口と南口の改札が統合[9]。南北自由通路の使用を開始[10][9]。
  - 12月8日：総武線快速（3・4番線）ホームにてホームドアの使用を開始[報道 2][新聞 2]。
- 2023年（令和5年）10月1日：JR新小岩南口ビルが開業[報道 3][報道 4]。
- 2024年（令和6年）6月10日：総武線各駅停車（1・2番線）ホームにてスマートホームドアの使用を開始[報道 5]。

## 駅構造

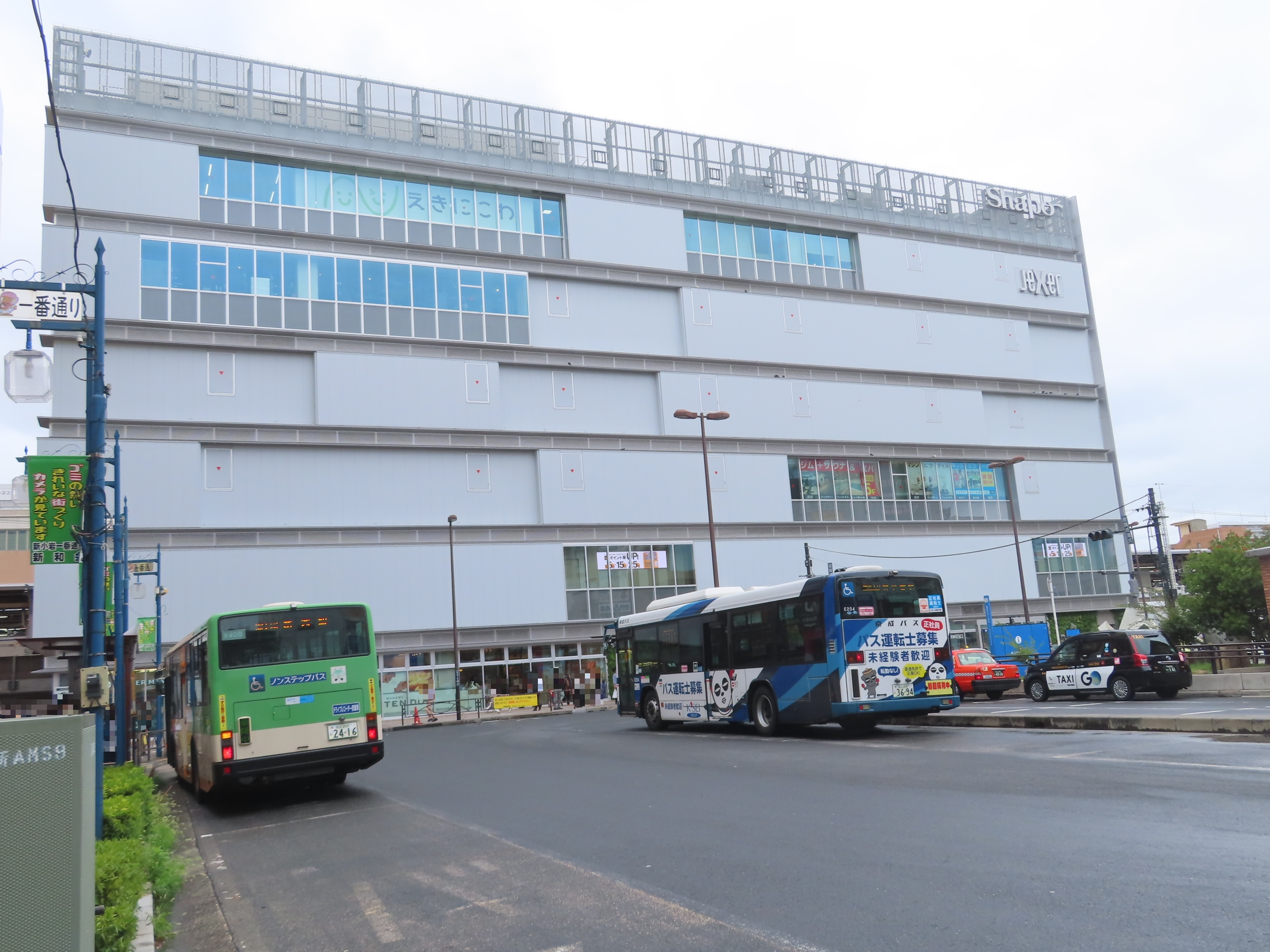
新小岩駅南口（2025年8月）

島式ホーム2面4線を有する高架駅である。改札は元々南北の2箇所あったが、2018年（平成30年）6月24日より1箇所に集約された。みどりの窓口、多機能券売機、指定席券売機が設置されている。錦糸町営業統括センター管内の直営駅で、副所長兼駅長が配置されており、平井駅を管理下に置いている。
高架の高さが十分でないため、駅1階部分は地上より1メートルほど低い半地下になっている。
後述のように線路によって周辺地域は南北に分断されていた。当駅には改札外自由通路はなかったため、駅の南北を徒歩で往来する場合は、入場券を購入する場合以外は平和橋通りの歩道を迂回する必要があった。このように当駅は南北の往来とバリアフリーに問題があることから、スロープを備えた南北自由通路とホームへのエレベーターやエスカレーターを整備する駅改良事業が事業者および自治体によって進められ、2018年（平成30年）6月24日に供用開始された。

### のりば
南から順番にホーム番号が振られており、南側が各駅停車、北側が快速線のホームである。快速千葉方面行きの線路のさらに北には越中島支線の線路が通っている。
| 番線 | 路線               | 方向 | 行先                         |
| ---- | ------------------ | ---- | ---------------------------- |
| 1    | 総武線（各駅停車） | 西行 | 秋葉原・新宿・中野方面       |
| 2    | 総武線（各駅停車） | 東行 | 小岩・船橋・千葉方面         |
| 3    | 総武線（快速）     | 上り | 錦糸町・東京・横浜・逗子方面 |
| 4    | 総武線（快速）     | 下り | 船橋・津田沼・千葉方面       |

- 3・4番線に停車する11両編成の列車は、ホームの錦糸町・東京寄りに停車しない。

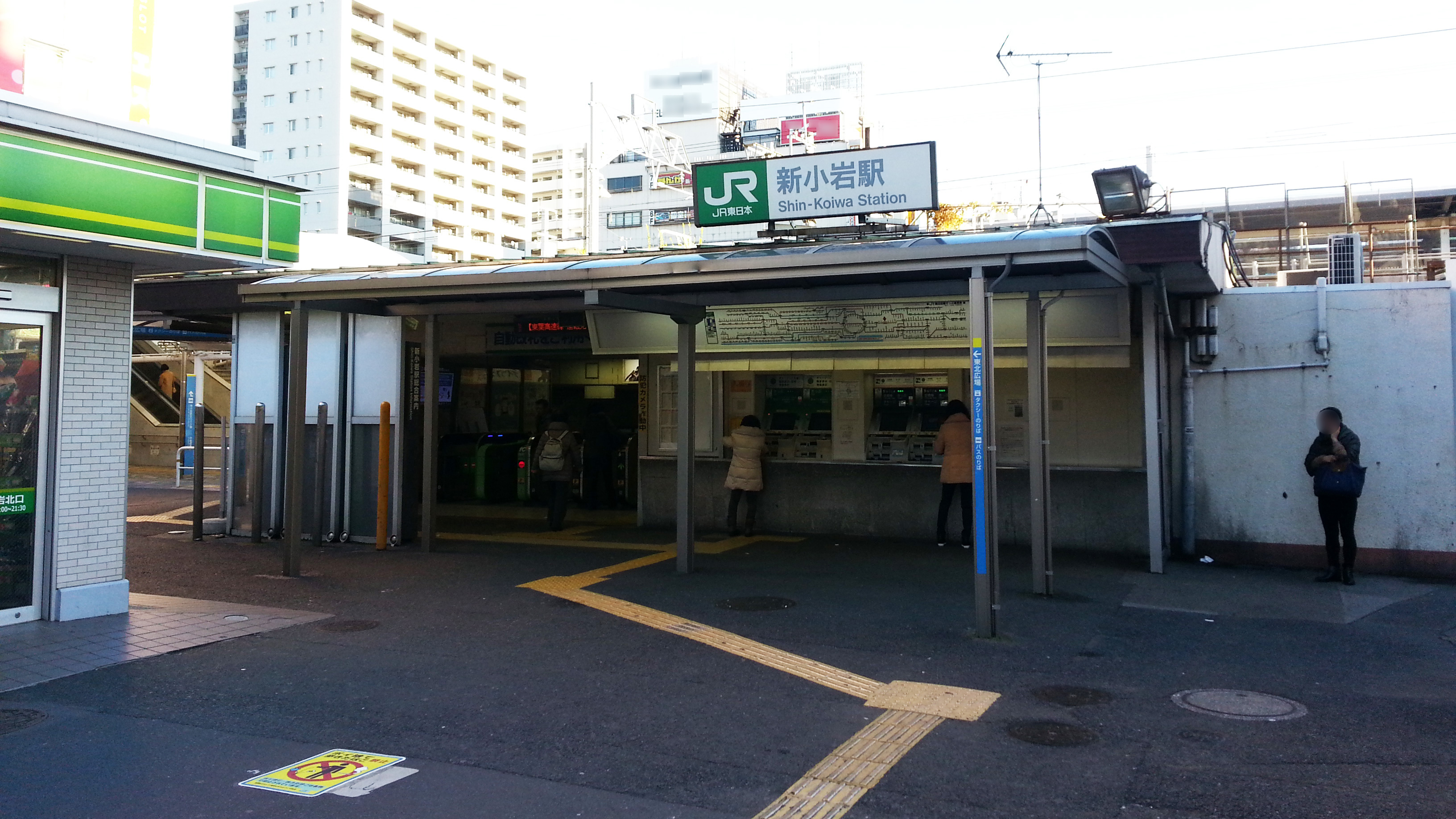
旧北口（2016年12月）
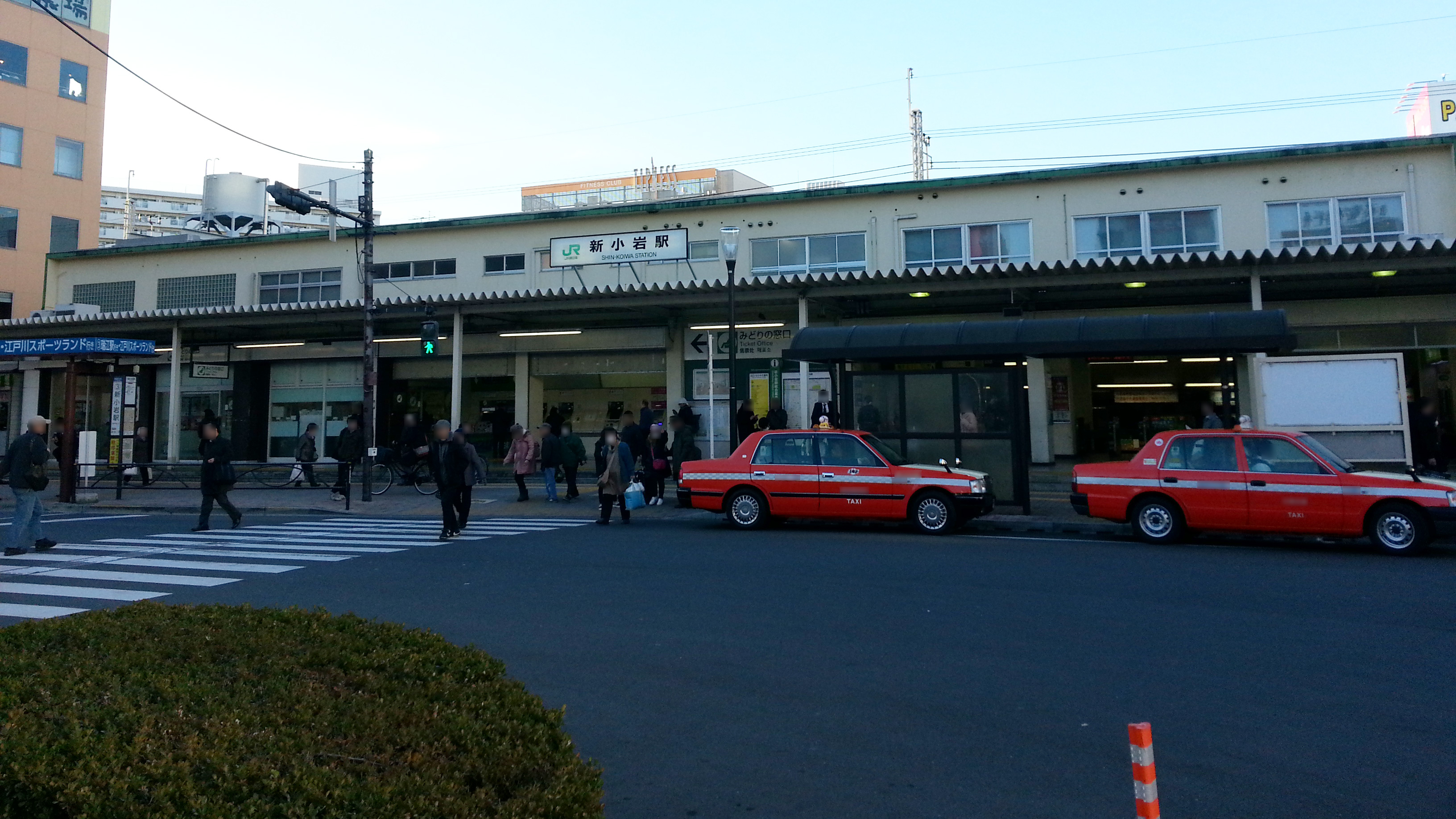
旧南口（2016年12月）
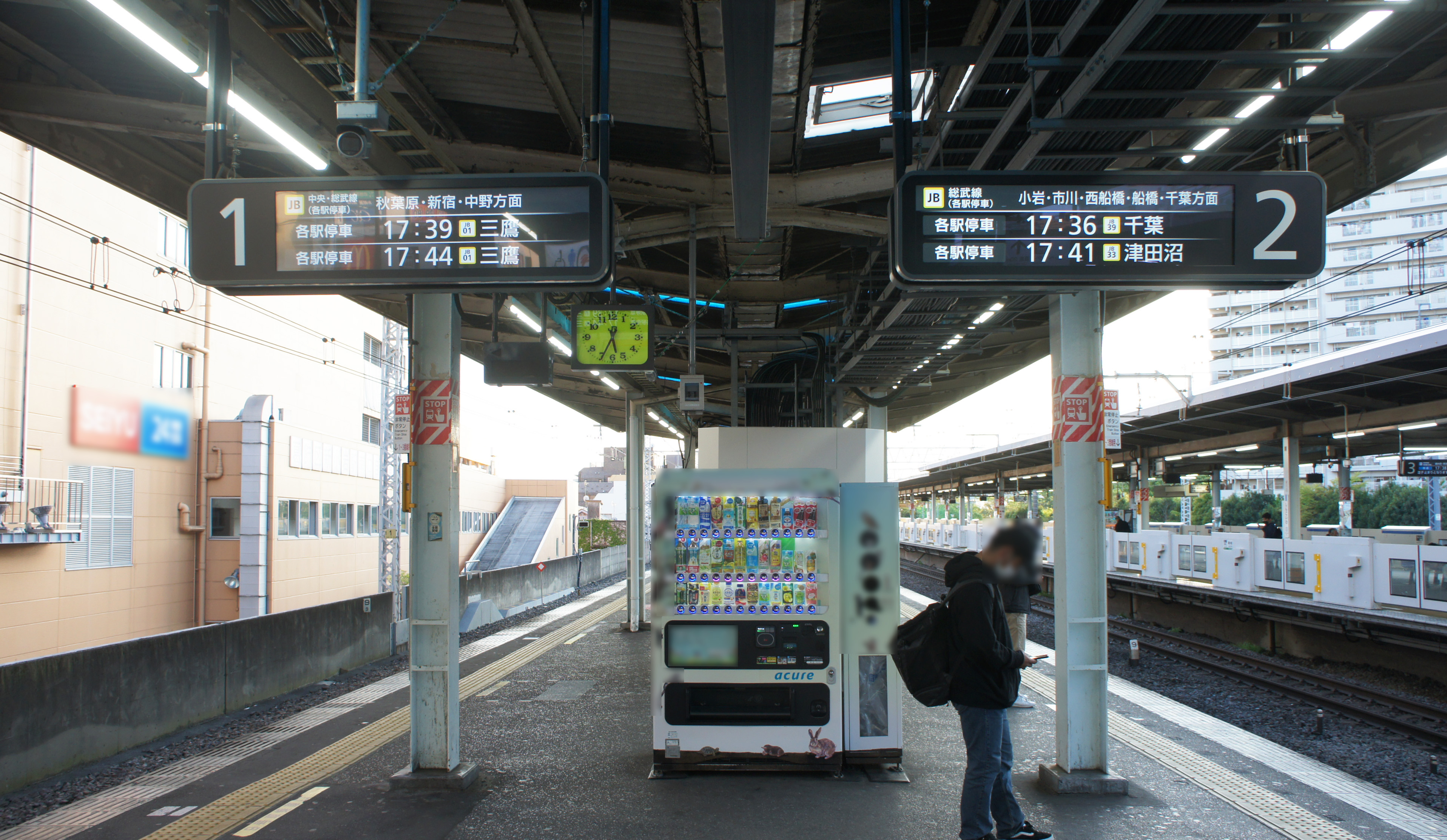
1・2番線（総武線各駅停車）ホーム（2021年4月）
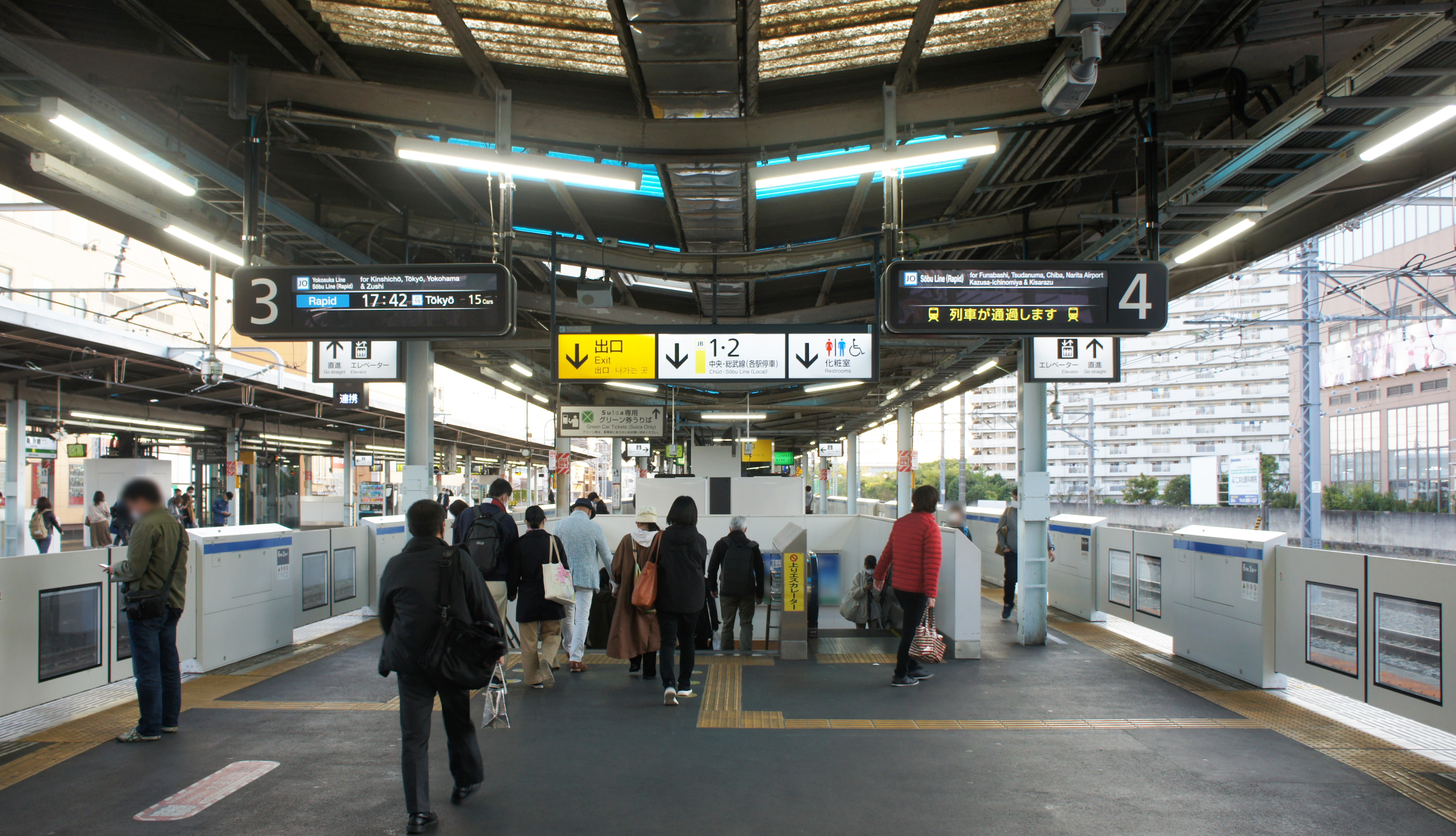
3・4番線（総武快速線）ホーム（2021年4月）

## 利用状況
2023年度（令和5年度）の1日平均乗車人員は70,736人である。JR東日本の駅の中では、川口駅に次いで第55位。総武本線単独で他路線との乗り換えがない駅では最も多い。
1990年度（平成2年度）以降の推移は以下のとおりである。
| 1日平均乗車人員推移 | 1日平均乗車人員推移 | 1日平均乗車人員推移 | 1日平均乗車人員推移 | 1日平均乗車人員推移 | 1日平均乗車人員推移 | 1日平均乗車人員推移 | 1日平均乗車人員推移 | 1日平均乗車人員推移 | 1日平均乗車人員推移 |
| 年度                | 定期外              | 定期                | 合計                | 前年度比            | 順位                | 出典                | 出典                | 出典                | 出典                |
| 年度                | 定期外              | 定期                | 合計                | 前年度比            | 順位                | JR                  | 東京都              | 江戸川区            | 葛飾区              |
| ------------------- | ------------------- | ------------------- | ------------------- | ------------------- | ------------------- | ------------------- | ------------------- | ------------------- | ------------------- |
| 1990年（平成02年）  |                     |                     | 69,195              |                     |                     |                     | [ 都 1 ]            |                     |                     |
| 1991年（平成03年）  |                     |                     | 70,552              |                     |                     |                     | [ 都 2 ]            |                     |                     |
| 1992年（平成04年）  |                     |                     | 70,773              |                     |                     |                     | [ 都 3 ]            |                     |                     |
| 1993年（平成05年）  |                     |                     | 70,077              |                     |                     |                     | [ 都 4 ]            |                     |                     |
| 1994年（平成06年）  |                     |                     | 69,118              |                     |                     |                     | [ 都 5 ]            |                     |                     |
| 1995年（平成07年）  |                     |                     | 69,052              |                     |                     |                     | [ 都 6 ]            |                     |                     |
| 1996年（平成08年）  | 24,123              | 45,008              | 69,131              |                     |                     |                     | [ 都 7 ]            | [ 江 1 ]            |                     |
| 1997年（平成09年）  | 23,848              | 43,678              | 67,526              |                     |                     |                     | [ 都 8 ]            | [ 江 1 ]            |                     |
| 1998年（平成10年）  | 23,495              | 43,006              | 66,561              |                     |                     |                     | [ 都 9 ]            | [ 江 1 ]            |                     |
| 1999年（平成11年）  | 24,008              | 42,749              | 66,757              |                     | 59位                | [ JR 2 ]            | [ 都 10 ]           | [ 江 1 ]            |                     |
| 2000年（平成12年）  | 24,610              | 43,087              | 67,697              |                     | 59位                | [ JR 3 ]            | [ 都 11 ]           | [ 江 1 ]            |                     |
| 2001年（平成13年）  | 24,670              | 43,589              | 68,259              |                     | 58位                | [ JR 4 ]            | [ 都 12 ]           | [ 江 2 ]            |                     |
| 2002年（平成14年）  | 24,824              | 43,532              | 68,356              |                     | 58位                | [ JR 5 ]            | [ 都 13 ]           | [ 江 3 ]            |                     |
| 2003年（平成15年）  | 24,811              | 43,959              | 68,770              |                     | 58位                | [ JR 6 ]            | [ 都 14 ]           | [ 江 4 ]            |                     |
| 2004年（平成16年）  | 24,427              | 44,690              | 69,117              |                     | 58位                | [ JR 7 ]            | [ 都 15 ]           | [ 江 5 ]            |                     |
| 2005年（平成17年）  | 24,394              | 45,455              | 69,849              |                     | 58位                | [ JR 8 ]            | [ 都 16 ]           | [ 江 6 ]            |                     |
| 2006年（平成18年）  | 24,472              | 46,407              | 70,879              |                     | 58位                | [ JR 9 ]            | [ 都 17 ]           | [ 江 7 ]            |                     |
| 2007年（平成19年）  | 24,472              | 47,249              | 71,721              |                     | 61位                | [ JR 10 ]           | [ 都 18 ]           | [ 江 8 ]            |                     |
| 2008年（平成20年）  | 24,267              | 47,799              | 72,066              |                     | 60位                | [ JR 11 ]           | [ 都 19 ]           | [ 江 9 ]            |                     |
| 2009年（平成21年）  | 23,725              | 47,460              | 71,185              |                     | 60位                | [ JR 12 ]           | [ 都 20 ]           | [ 江 10 ]           |                     |
| 2010年（平成22年）  | 23,416              | 47,705              | 71,121              |                     | 59位                | [ JR 13 ]           | [ 都 21 ]           | [ 江 11 ]           |                     |
| 2011年（平成23年）  | 23,311              | 47,124              | 70,435              |                     | 57位                | [ JR 14 ]           | [ 都 22 ]           | [ 江 12 ]           |                     |
| 2012年（平成24年）  | 23,309              | 47,570              | 70,880              |                     | 59位                | [ JR 15 ]           | [ 都 23 ]           | [ 江 13 ]           |                     |
| 2013年（平成25年）  | 23,524              | 48,781              | 72,306              |                     | 59位                | [ JR 16 ]           | [ 都 24 ]           | [ 江 14 ]           |                     |
| 2014年（平成26年）  | 23,482              | 48,666              | 72,148              |                     | 59位                | [ JR 17 ]           | [ 都 25 ]           | [ 江 15 ]           | [ 葛 1 ]            |
| 2015年（平成27年）  | 24,198              | 49,936              | 74,135              |                     | 60位                | [ JR 18 ]           | [ 都 26 ]           | [ 江 16 ]           | [ 葛 2 ]            |
| 2016年（平成28年）  | 24,458              | 50,931              | 75,389              | 1.7%                | 61位                | [ JR 19 ]           | [ 都 27 ]           | [ 江 17 ]           | [ 葛 3 ]            |
| 2017年（平成29年）  | 24,704              | 51,860              | 76,565              | 1.6%                | 60位                | [ JR 20 ]           | [ 都 28 ]           | [ 江 18 ]           | [ 葛 4 ]            |
| 2018年（平成30年）  | 24,910              | 52,294              | 77,204              | 0.8%                | 59位                | [ JR 21 ]           | [ 都 29 ]           | [ 江 19 ]           | [ 葛 5 ]            |
| 2019年（令和元年）  | 24,344              | 52,662              | 77,006              | −0.3%               | 59位                | [ JR 22 ]           | [ 都 30 ]           | [ 江 20 ]           | [ 葛 6 ]            |
| 2020年（令和02年）  | 18,066              | 41,254              | 59,321              | −23.0%              | 53位                | [ JR 23 ]           | [ 都 31 ]           | [ 江 21 ]           | [ 葛 7 ]            |
| 2021年（令和03年）  | 20,772              | 41,230              | 62,003              | 4.5%                | 55位                | [ JR 24 ]           | [ 都 32 ]           | [ 江 22 ]           | [ 葛 8 ]            |
| 2022年（令和04年）  | 23,559              | 42,976              | 66,535              | 7.3%                | 55位                | [ JR 25 ]           | [ 都 33 ]           | [ 江 23 ]           | [ 葛 9 ]            |
| 2023年（令和05年）  | 25,283              | 45,452              | 70,736              | 106.3%              | 55位                | [ JR 1 ]            |                     |                     |                     |

## 駅周辺
新小岩地域は江戸川区に接する葛飾区の南端に位置し、新小岩駅は葛飾区の南の玄関口になっている。
駅周辺は総武線の線路とホームの下を通る平和橋通りとで市街が南東、南西、北東、北西の4つに分断されており、南側が新小岩、北東が東新小岩、北西が西新小岩と町名もそれぞれ異なる。駅の南口は南西、北口は北西地域に、北口と連絡通路「スカイデッキたつみ」でつながる東北広場は北東地域に位置する。

### 南口
駅前ロータリーを挟んで正面に位置するルミエール商店街を中心に繁華街が広がる。市街地は江戸川区松島と連続している。
- 江戸川区役所
- 新小岩ルミエール商店街 - 駅の南側にある全長420メートルの商店街。アーケードは葛飾区内で初めて設置した[14]。
- 西友新小岩店
- 東武ストア 新小岩店
- 東京デリカ本社
- 新小岩駅前郵便局
- 関東第一高等学校
- 東京都立江戸川高等学校
- 東京都立小岩高等学校
- 葛飾区立小松中学校
- 葛飾区立小松南小学校
- ピカソ 新小岩店
- 武蔵川部屋

### 北口
東京聖栄大学のキャンパスが立地する駅北口から蔵前橋通りへの通りは「大学通り」と命名されており、一帯は飲食店などの商店街になっている。かつて駅西側から荒川にかけてあった大同製鋼（現・大同特殊鋼）の工場跡地は新小岩公園と都営アパートになっている。
- モンチッチ銅像（2022年〈令和4年〉1月26日に西新小岩に本社を置く玩具メーカーセキグチが企画・販売する人形「モンチッチ」の48回目の誕生日を記念して駅前北口広場に建立）[新聞 3]
- 新小岩公園（ドラマ『ビューティフルライフ』の撮影に使用）
- 東京聖栄大学
- 葛飾区立新小岩中学校
- 葛飾区立松上小学校
- 東京都道315号御徒町小岩線（蔵前橋通り）
  - 新小岩陸橋
  - 平井大橋
- 首都高速中央環状線 平井大橋出入口

#### 東北広場
新小岩操駅（現・新小岩信号場駅）の規模縮小に伴い不要となった敷地の一部を利用して整備された。南口から移された一部バス路線の停留所とタクシー乗り場、駐輪場がある。東北広場同様に貨物駅の元敷地に作られた私学事業団総合運動場を除き、周辺は住宅地である。
- スカイデッキたつみ - 平和橋通りを跨いで北口と東北広場をつなぐ屋根つきの歩行者専用路。エレベーター、エスカレーターを備え、バリアフリーにも対応している。名称は連絡通路上から見える平和橋通りと蔵前橋通りの交差点（たつみ橋交差点）に由来する[16]。
- 旧・私学事業団総合運動場 - 日本私立学校振興・共済事業団の「福祉事業」として設置されていた運動場。2024年（令和6年）2月に閉鎖され、敷地と施設は同年3月に葛飾区に売却された。葛飾区は同地において南葛SCのJリーグ1部 (J1) 昇格時にも対応できる1万5千人収容のサッカー専用スタジアムを中核とした施設整備を準備している。

## バス路線
最寄りのバス停留所は、南口ロータリーの「新小岩駅」「新小岩駅前」、北口付近平和橋通り上の「新小岩駅北口」、北口から連絡通路「スカイデッキたつみ」を経由して平和橋通りを渡った先にある「新小岩駅東北広場」である。なお、「新小岩駅東北広場」停留所は、南口駅前の混雑緩和を目的に「新小岩駅」停留所から一部の路線を移して開設した。
以下の路線バスが乗り入れ、東京都交通局（都営バス）、京成バス、京成バス東京、小湊鉄道により運行されている。
| 1                | 京成バス東京              | 新小51：綾瀬駅／葛飾営業所                                  |                          |
| 2                | 京成バス                  | 新小71：江戸川スポーツランド／瑞江駅                        |                          |
| 5                | 京成バス東京              | 新小58：亀有駅／葛飾営業所                                  |                          |
| 新小岩駅前       |                           |                                                             |                          |
| 3                | 都営バス                  | - 新小21：西葛西駅前・船堀駅前 - 深夜12：船堀駅前           | 「深夜12」は平日のみ運行 |
| 4                | 都営バス                  | 新小22：葛西駅前                                            |                          |
| 新小岩駅北口     |                           |                                                             |                          |
| 8                | 京成バス東京              | - 新小51：綾瀬駅／葛飾営業所 - 新小58：亀有駅／葛飾営業所   |                          |
| 9                | 都営バス                  | - 新小20：東新小岩四丁目 - 新小29・新小29-2：東新小岩四丁目 |                          |
| 9                | 京成バス東京              | 新小20：東新小岩三丁目／葛飾営業所                          |                          |
| 10               | - 都営バス - 京成バス東京 | 新小20：一之江駅前                                          |                          |
| 10               | 都営バス                  | - 新小29：葛西駅前・一之江駅前 - 新小29-2：東京臨海病院前   |                          |
| 10               | 京成バス東京              | 新小51・新小58：新小岩駅                                    |                          |
| 新小岩駅東北広場 |                           |                                                             |                          |
| 11               | 京成バス                  | 新小53：亀有駅                                              |                          |
| 12               | 京成バス東京              | 新小52：市川駅                                              |                          |
| 13               | 小湊鉄道                  | 高速バス：三井アウトレットパーク木更津                      |                          |
| 14               | 京成バス東京              | 新小59：浅草寿町／葛飾営業所                                | 土休日のみ運行           |
| 14               | - 京成バス - 京成バス東京 | 細02：細田循環                                              |                          |
| 14               | 京成バス東京・京成バス    | 新金02：金町駅／葛飾営業所                                  |                          |

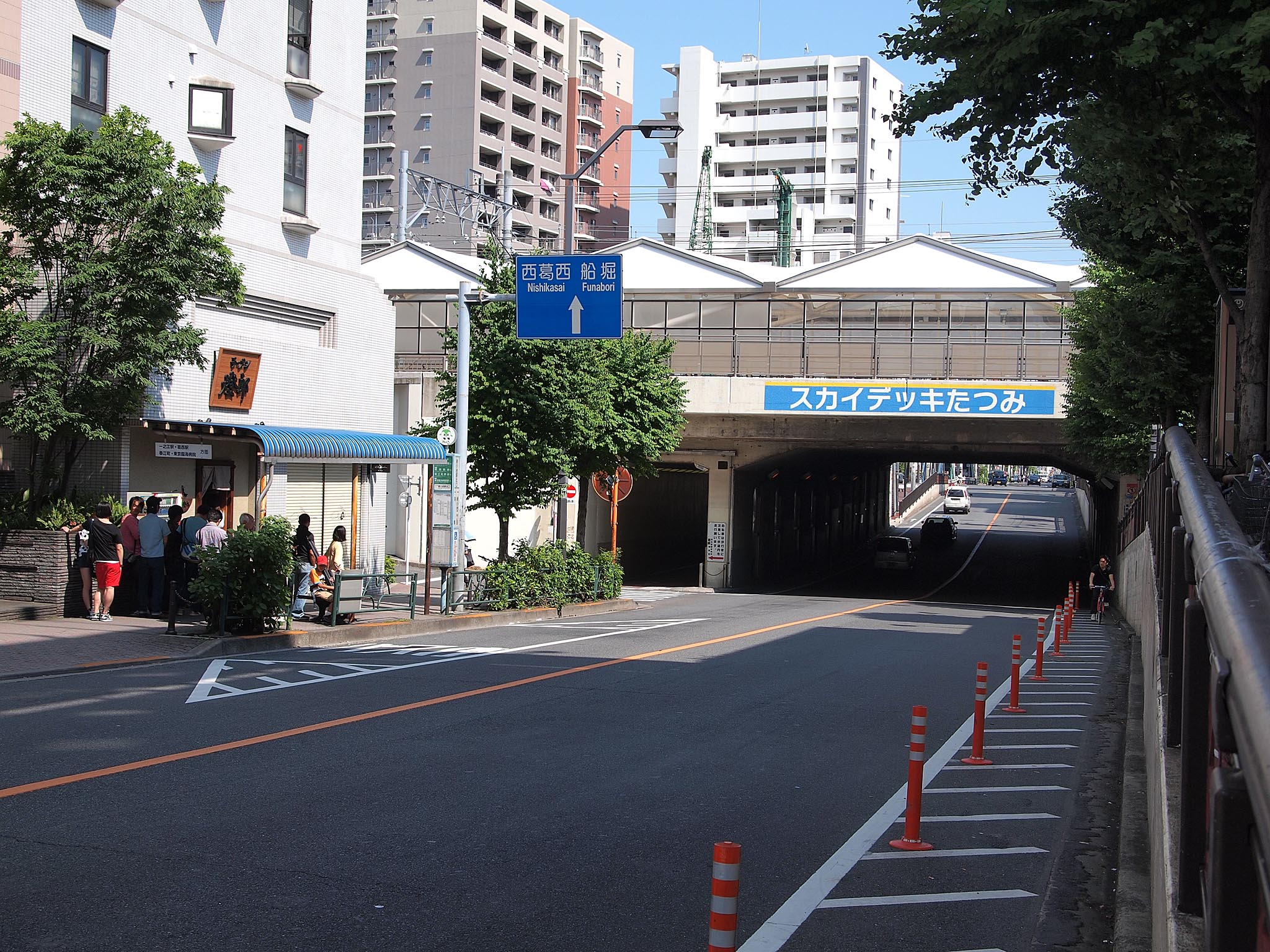
平和橋通り上の新小岩駅北口バス停（2012年5月）
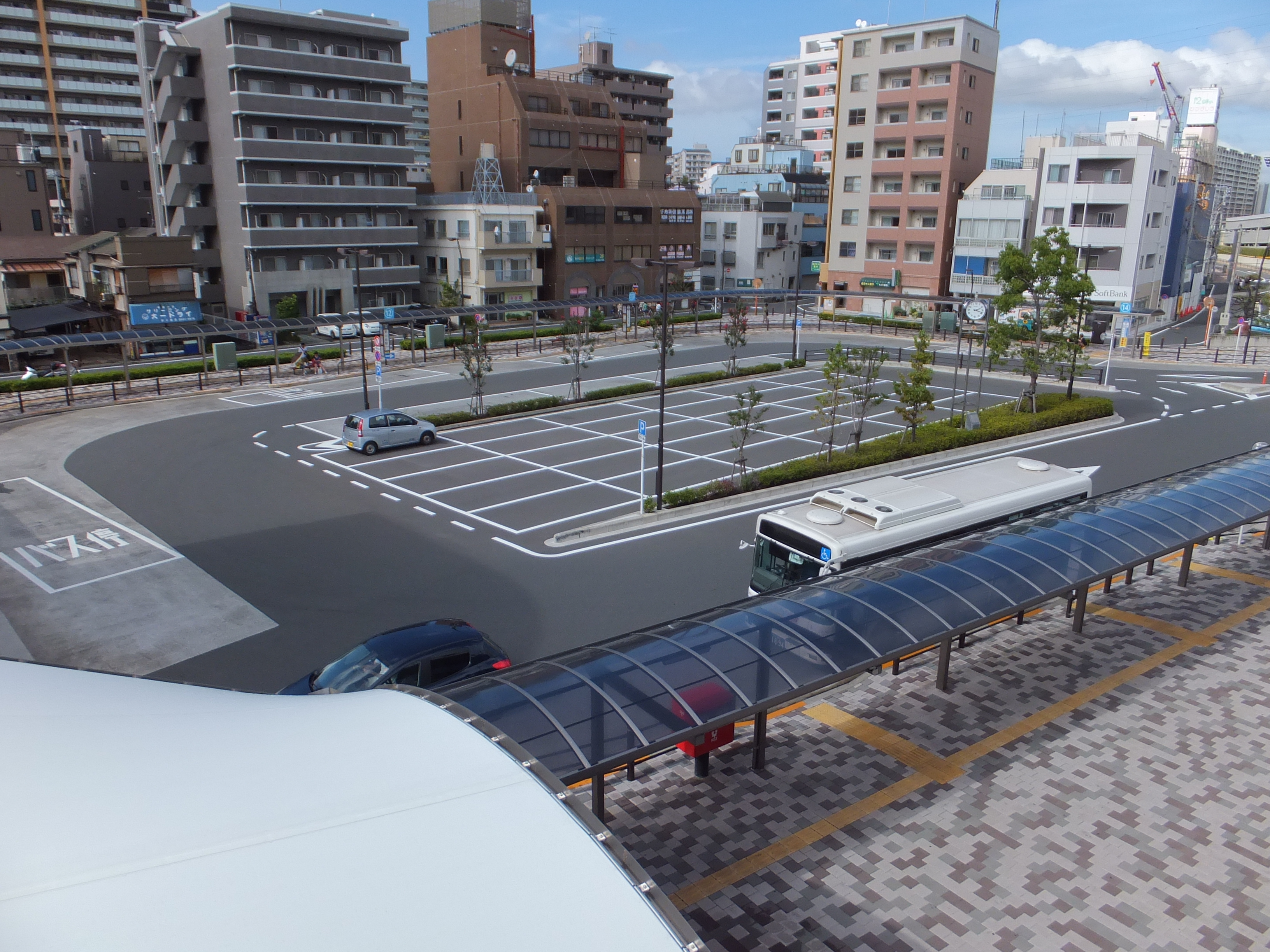
2011年3月に完成した東北広場（2013年9月）

## 人身事故の増加とホームドア設置
2011年（平成23年）7月12日、当駅を通過中の特急「成田エクスプレス」に女性が飛び込み、跳ね飛ばされた女性がホーム上の売店（キヨスク）のガラスを突き破って売店の利用客ら数人が重軽傷を負う被害が発生した。さらにその翌日にも人身事故が発生し、これらが大きく報道されて以降自殺の名所として広まり人身事故が急増した。
上記の事故から1年足らずで11件の事故が相次いだ。こうした状況に対し、葛飾区議会が平成24年第2回定例会で「JR新小岩駅へのホームドアの優先的設置を求める意見書」を全会一致で可決するなど、ホームドア設置への要望が高まった。2013年（平成25年）6月に発生した死亡事故後、JR東日本はホームドアの設置を検討していることを明らかにしたが、2018年度（平成30年度）に供用開始を予定している南北自由通路整備事業にあわせて設置工事を行うとしていることから、設置の前倒しを求める声もある。葛飾区議会は2012年（平成24年）6月27日の意見書決議以降も3件の死亡事故が発生しているとして、平成25年第3回定例会において「JR東日本新小岩駅に早急にホームドアの設置を求める意見書」をやはり全会一致で可決している。さらに総武快速線の隣駅である市川駅が所在する市川市議会においても、平成26年6月定例会で「JR新小岩駅にホームドアの設置を求める意見書」が賛成多数で可決されている。
2015年（平成27年）3月24日、JR東日本は新小岩駅総武快速線ホームへのホームドア導入について検討している旨を正式にプレスリリースを発表した。その後、2016年（平成28年）12月13日に発表したプレスリリースで2020年度までにホームドアを設置することを明らかにしている。また、2017年（平成29年）1月27日に発表したプレスリリースで、工事着手開始を2017年（平成29年）2月以降、使用開始時期（予定）を2018年度（平成30年度）内と明らかにした。緩行線ホームへのホームドア設置については未定だが、信濃町駅および千駄ケ谷駅の2駅では2020年東京オリンピック開催に備えた駅改良工事と併せて、ホームドア設置が決定している。
2018年（平成30年）6月29日、JR東日本千葉支社が総武快速線ホームに設置工事を進めていたホームドアを、同年10月下旬に使用開始予定であると発表されたが、同年10月24日に無線通信方式の送受信機器の調整に時間がかかることが判明したため延期され、同年12月8日に使用開始された。千葉支社の管轄駅内および普通列車グリーン車を連結した路線では初の設置例となる。その後、中央総武線ホームについては、2024年（令和6年）6月10日にスマートホームドアの使用が開始された。

## 隣の駅
東日本旅客鉄道（JR東日本）
 総武線（快速）
錦糸町駅 (JO 22) - 新小岩駅 (JO 23) - 市川駅 (JO 24)
 総武線（各駅停車）
平井駅 (JB 24) - 新小岩駅 (JB 25) - 小岩駅 (JB 26)
※当駅と小岩駅の間に、貨物駅として新小岩信号場駅がある。ただし、設備自体は快速線のみにつながっている。

### 記事本文